# Grammothelopsis puiggarii
Grammothelopsis puiggarii är en svampart som först beskrevs av Speg., och fick sitt nu gällande namn av Rajchenb. & J.E. Wright 1987. Grammothelopsis puiggarii ingår i släktet Grammothelopsis och familjen Polyporaceae.   Inga underarter finns listade i Catalogue of Life.